# Alfornelos (métro de Lisbonne)
Pour l'ancienne paroisse civile, voir Alfornelos.
Alfornelos est une station du métro de Lisbonne sur la ligne bleue.